# Chi Trôm
Chi Trôm (danh pháp khoa học: Sterculia) là một chi khoảng 150-200 loài cây thân gỗ vùng nhiệt đới. Trang web của PlantSystematics.org liệt kê 406 danh pháp khoa học tìm thấy trong một số văn bản khoa học.
Sterculia bị ấu trùng của một số nhậy thuộc Lepidoptera phá hoại, cụ thể là Bucculatrix xenaula chỉ ăn lá của các loài cây thuộc chi này.

## Danh sách loài
- Sterculia aberrans
- Sterculia abyssinica
- Sterculia acerifolia
- Sterculia acuminata
- Sterculia acuminatissima
- Sterculia aerisperma
- Sterculia affinis
- Sterculia africana - mopopaja
- Sterculia alata
- Sterculia albidiflora
- Sterculia alexandri (Sterculia alexandrii)
- Sterculia ambacensis
- Sterculia ampla
- Sterculia angustifolia
- Sterculia ankaranensis
- Sterculia apeibophylla
- Sterculia apeihophylla
- Sterculia apetala - cây panama
  - Sterculia apetala var. elata
- Sterculia appendiculata
- Sterculia arabica
- Sterculia arachnifera
- Sterculia arbutiflora
- Sterculia armata
- Sterculia australis
  - Sterculia australis var. acuminata
  - Sterculia australis var. australis
  - Sterculia australis var. dietrichiae
  - Sterculia australis var. genuina
- Sterculia backeri
- Sterculia balanghas
- Sterculia balansae
- Sterculia bammleri
- Sterculia banksiana
- Sterculia barteri
- Sterculia bayakensis
- Sterculia beccariana
- Sterculia bequaerti
- Sterculia bicolor
- Sterculia bidwilli (Sterculia bidwillii)
- Sterculia blancoi
- Sterculia blumei
- Sterculia bodinieri
- Sterculia borneensis
- Sterculia brachycarpa
- Sterculia bracteata
- Sterculia bullata
- Sterculia burbidgei
- Sterculia campaniflora
- Sterculia campanulata
- Sterculia candollii
- Sterculia capuronii
- Sterculia caribaea
- Sterculia caricaefolia
- Sterculia carrii
- Sterculia carthaginensis
- Sterculia castroi
- Sterculia caudata
- Sterculia cauliflora
- Sterculia ceramica
- Sterculia chapelieri
- Sterculia chicha - maranhão
- Sterculia chlamydothyrsa
- Sterculia chrysodasys
- Sterculia cinerea
- Sterculia cinnamomifolia
- Sterculia citrifolia
- Sterculia clemensiae
- Sterculia coccinea
  - Sterculia coccinea var. hamiltonii
- Sterculia cochinchinensis
- Sterculia coggygria
- Sterculia cognata
- Sterculia cola
- Sterculia colombiana
- Sterculia colorata
- Sterculia columnaris
- Sterculia comorensis
- Sterculia comosa
- Sterculia comptonii
- Sterculia convoluta
- Sterculia conwentzii
- Sterculia cordata
  - Sterculia cordata var. montana
- Sterculia cordifolia
- Sterculia corrugata
- Sterculia costaricana
- Sterculia crassinervia
- Sterculia crassiramea
- Sterculia crepitans
- Sterculia crinita
- Sterculia cubensis
- Sterculia cuneata
- Sterculia cuneifolia
- Sterculia curiosa
- Sterculia cuspidella
- Sterculia cymbiformis
- Sterculia dactylocarpa
- Sterculia darbyshirei
- Sterculia dasyphylla
- Sterculia dawei
- Sterculia decandra
- Sterculia decipiens
- Sterculia derumieri
- Sterculia dewevrei
- Sterculia digitata
- Sterculia diguensis
- Sterculia discolor
- Sterculia divaricata
- Sterculia diversifolia - chai
  - Sterculia diversifolia var. diversifolia
  - Sterculia diversifolia var. longipes
  - Sterculia diversifolia var. occidentalis
- Sterculia dongnaiensis
- Sterculia duckei
- Sterculia dzumacensis
- Sterculia edelfeltii
- Sterculia elata
- Sterculia elegantiflora
- Sterculia elliptica
- Sterculia ellipticifolia
- Sterculia elmeri
- Sterculia elongata
- Sterculia ensifolia
- Sterculia erythrosiphon
- Sterculia euosma
- Sterculia excelsa
- Sterculia fanaiho
  - Sterculia fanaiho subsp. pentamera
- Sterculia ferruginea
- Sterculia fiorniana
- Sterculia firmiana
- Sterculia foetida - trôm, ôliu Java

- Sterculia forbesii
- Sterculia forsteri
- Sterculia francii
- Sterculia frondosa
- Sterculia fulgens
- Sterculia garrawayae
- Sterculia geniculata
- Sterculia gigantifolia
- Sterculia gilva
- Sterculia glabrifolia
- Sterculia glandulosa
- Sterculia glomerata
- Sterculia goyazensis
- Sterculia graciliflora
- Sterculia gracilioides
- Sterculia gracilipes
- Sterculia gracilis
- Sterculia grandiflora
- Sterculia grandifolia
- Sterculia gregorii
- Sterculia guangxiensis
- Sterculia guapayensis
- Sterculia guerichii
- Sterculia guianensis
- Sterculia guineensis
- Sterculia guppyi
- Sterculia guttata
- Sterculia hainanensis
- Sterculia halmahairae
- Sterculia hamiltonii
- Sterculia harmandii
- Sterculia hartmanniana
- Sterculia helicteres
- Sterculia henryi
- Sterculia heritieriformis
- Sterculia heterophylla
- Sterculia hewittii
- Sterculia heynei
- Sterculia hispidissima
- Sterculia holttumii
- Sterculia holtzei
- Sterculia hosei
- Sterculia humblotiana
- Sterculia humilis
- Sterculia hychnophora
- Sterculia hymenocalyx
- Sterculia hypochroa - trôm hoa rủ

- Sterculia hyposticta
- Sterculia imberbis
- Sterculia impressinervis
- Sterculia incana
- Sterculia indica
- Sterculia insularis
- Sterculia ipomoeaefolia
- Sterculia ipomoeifolia
- Sterculia ivira
- Sterculia jackiana
- Sterculia jagori
- Sterculia javanica
- Sterculia joira
- Sterculia katangensis
- Sterculia keyensis
- Sterculia khasiana
- Sterculia kingii
- Sterculia kostermansiana
- Sterculia kunstleri
- Sterculia laevis
- Sterculia lancaviensis
- Sterculia lanceaefolia

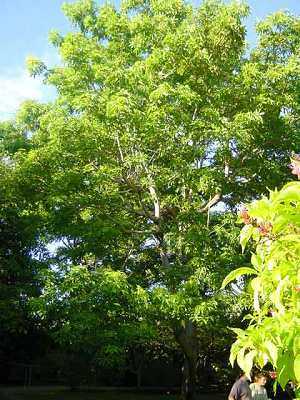
Cây trôm (S.fotieda)

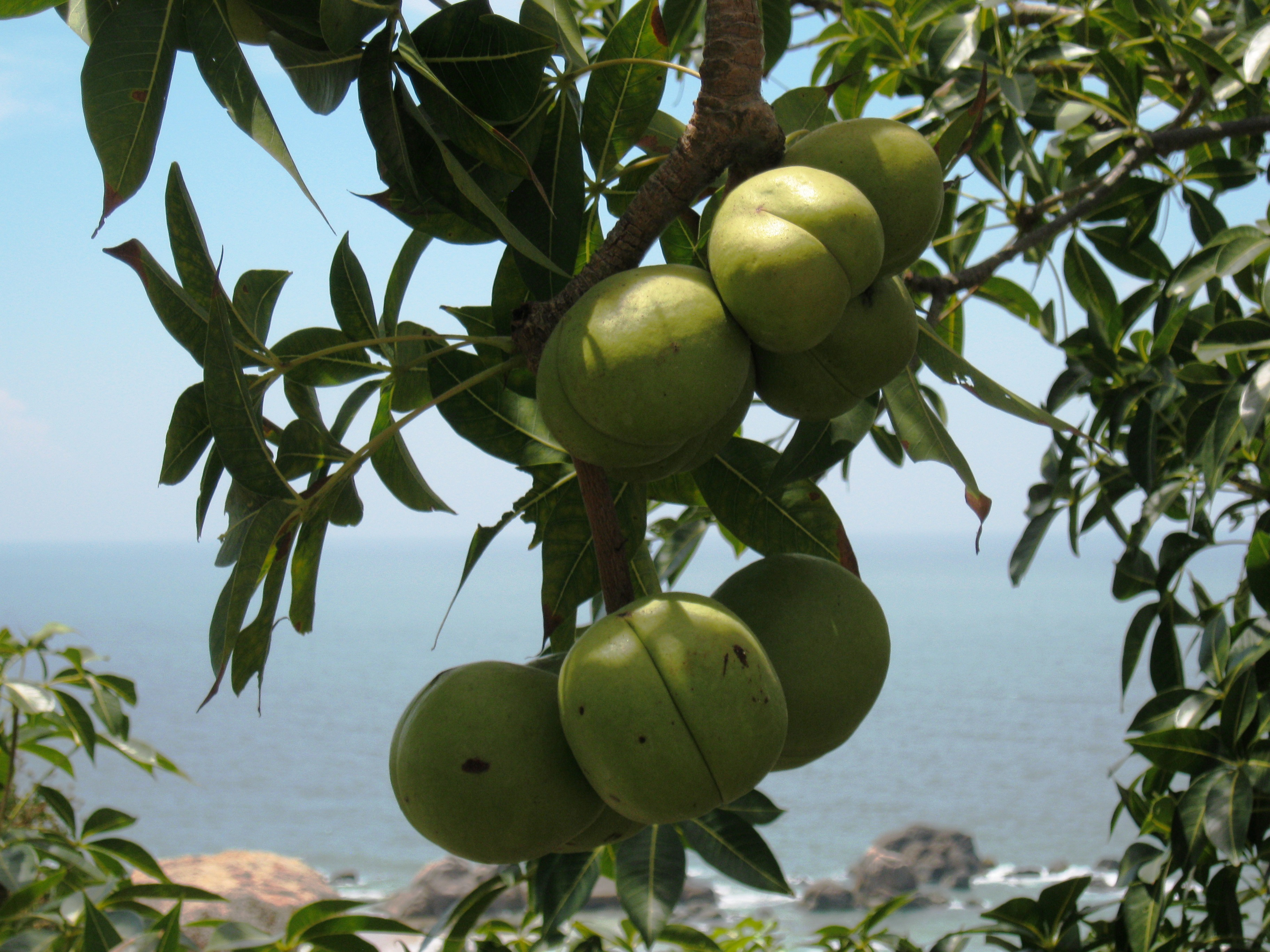
Trái trôm

- Sterculia lanceolata - trôm lá mác, tần bà
  - Sterculia lanceolata var. coccinea
  - Sterculia lanceolata var. principis
- Sterculia lantsangensis
- Sterculia lasiantha
- Sterculia lastoursvillensis
- Sterculia laurifolia
- Sterculia laurina
- Sterculia laxiflora
- Sterculia leguminosacea
- Sterculia lindensis
- Sterculia linearicarpa
- Sterculia linearis
- Sterculia linguifolia
- Sterculia lissophylla
- Sterculia livingstoneana
- Sterculia longifolia
  - Sterculia longifolia f. patentinervia
- Sterculia longipetiolata
- Sterculia longisepala
- Sterculia longituba
- Sterculia lurida
- Sterculia luzonica
- Sterculia lychnophora - lười ươi, ươi, cây đười ươi, thạch
- Sterculia macrocarpa
- Sterculia macrophylla
- Sterculia macropoda
- Sterculia macrostemon
- Sterculia madagascariensis
- Sterculia maingayi
- Sterculia malacophylla
- Sterculia malvacea
- Sterculia marseillei
- Sterculia mastersii
- Sterculia megalocarpa
- Sterculia megaphylla
- Sterculia megistophylla
- Sterculia membranacea
- Sterculia membranifolia
- Sterculia mexicana
- Sterculia mhosya
- Sterculia micrantha
- Sterculia microphylla
- Sterculia minahassae
- Sterculia mindorensis
- Sterculia mirabilis
- Sterculia mollis
- Sterculia monosperma - dẻ Trung Quốc, (pheng phok)
- Sterculia montana
- Sterculia monticola
  - Sterculia monticola var. laxiflora
  - Sterculia monticola var. schoddei
- Sterculia morobeensis
- Sterculia multinervia
- Sterculia multistipularis
- Sterculia murex
- Sterculia neriifolia
- Sterculia nesogenes
- Sterculia nitida
- Sterculia nobilis - tần bà
  - Sterculia nobilis var. subspontanea
- Sterculia oblonga
- Sterculia oblongata
- Sterculia oblongifolia
- Sterculia obovata
- Sterculia obscura
- Sterculia obtusifolia
- Sterculia oliganthera
- Sterculia oncinocarpa
- Sterculia ornata
- Sterculia ovalifolia
- Sterculia pachyclados
- Sterculia palauensis
- Sterculia pallens
- Sterculia pallidiflora
- Sterculia paniculata
- Sterculia papuana
- Sterculia paradoxa
  - Sterculia paradoxa var. garrawayae
  - Sterculia paradoxa var. paradoxa
  - Sterculia paradoxa var. typica
- Sterculia parkinsoni
- Sterculia parviflora
- Sterculia parvifolia
- Sterculia patentinervia
- Sterculia paviflora - trôm hoa tha
- Sterculia pearsonii
- Sterculia pedunculata
- Sterculia peekelii
- Sterculia peltata
- Sterculia perrieri
- Sterculia perryae
- Sterculia peruviana
- Sterculia pexa
  - Sterculia pexa var. yunnanensis
- Sterculia philippinensis
- Sterculia pilosa
- Sterculia pinbienensis - ngô đồng
- Sterculia platanifolia
- Sterculia platanoides
- Sterculia pojoira
- Sterculia polyphylla
- Sterculia ponapensis
- Sterculia populifolia - trâm bài cành, bài cành, ngô đồng
- Sterculia populnifolia
- Sterculia porphyroclada
- Sterculia principis
- Sterculia propinqua
- Sterculia pruriens
  - Sterculia pruriens var. grandiflora
  - Sterculia pruriens var. parviflora

- Sterculia pseudopeltata
- Sterculia pubescens
- Sterculia punctata
- Sterculia punduana
- Sterculia purpurascens
- Sterculia purpurea
- Sterculia pyriformis
- Sterculia qainqueloba
- Sterculia quadrifida - gorarbar

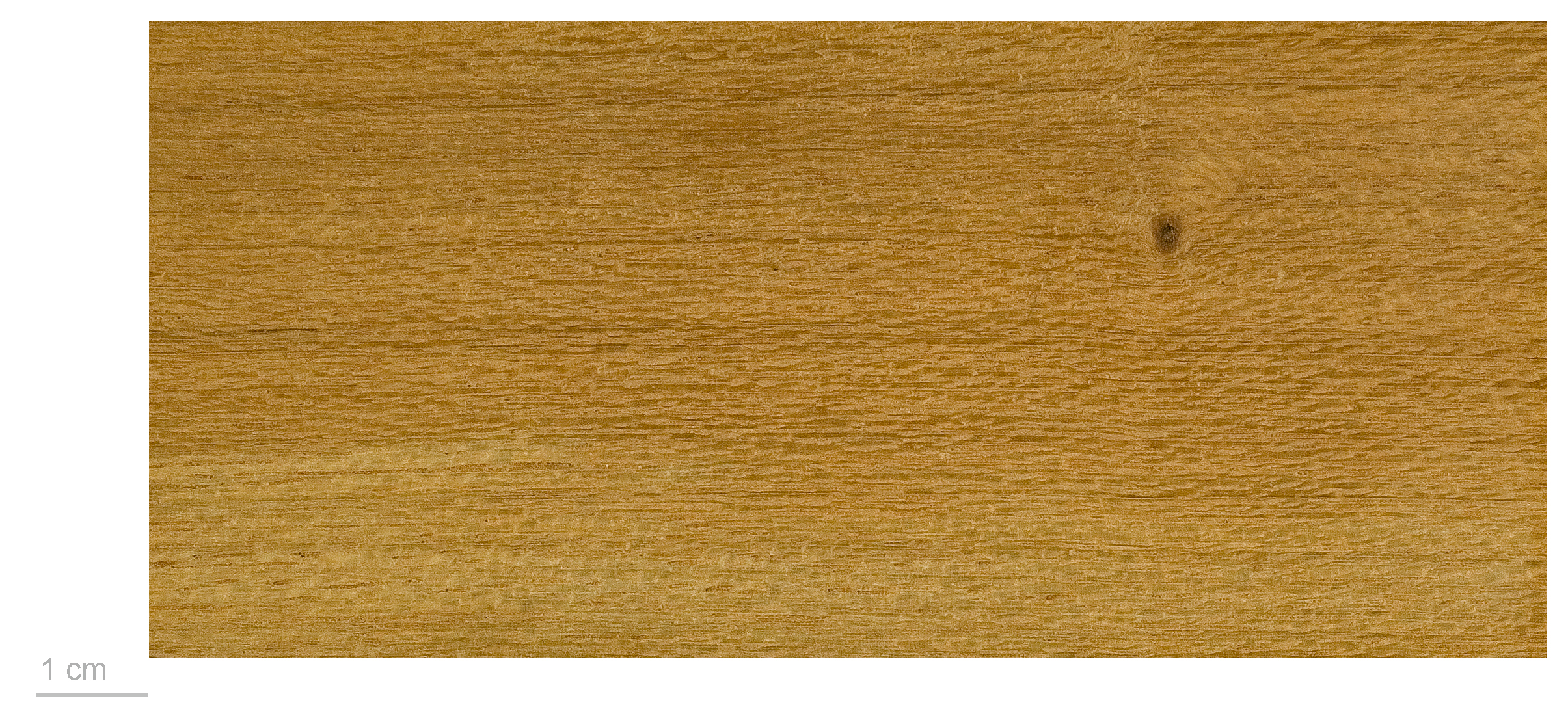
Sterculia pruriens

- Sterculia quinqueloba - trôm năm thùy
- Sterculia radicans - trôm hoa trắng thân lùn
- Sterculia ramiflora
- Sterculia ramosii
- Sterculia recordiana
- Sterculia reticulata
- Sterculia rex
- Sterculia rhinopetala
- Sterculia rhoidifolia
- Sterculia rhynchocarpa
- Sterculia rhynchophylla
- Sterculia richardiana
- Sterculia rigidifolia
- Sterculia ripicola
- Sterculia rivae
- Sterculia robusta
- Sterculia rogersii
- Sterculia roseiflora
- Sterculia rostrata
- Sterculia roxburghiana
- Sterculia rubicunda
- Sterculia rubiginosa
  - Sterculia rubiginosa var. divaricata
  - Sterculia rubiginosa var. setistipula
- Sterculia rufa
- Sterculia rugosa
- Sterculia rupestris - chai lá hẹp
- Sterculia sangirensis
- Sterculia scandens
- Sterculia scaphigera - trái xuống
- Sterculia scatigera
- Sterculia schefflerifolia
- Sterculia schlechteri
- Sterculia schliebenii
- Sterculia schultzii
- Sterculia schumanniana
- Sterculia setigera

- Sterculia setistipula
- Sterculia shillinglawii
  - Sterculia shillinglawii subsp. malacophylla
- Sterculia simaoensis
- Sterculia simplex
- Sterculia solitudinis
- Sterculia spangleri
- Sterculia spatulata
- Sterculia speciosa
- Sterculia spectabilis
- Sterculia stapfiana
- Sterculia stenocarpa
- Sterculia stigmarota
- Sterculia stipularis
- Sterculia stipulata
  - Sterculia stipulata var. jagori
  - Sterculia stipulata var. trichopetiolata
- Sterculia stipulifera
  - Sterculia stipulifera subsp. peruviana
  - Sterculia stipulifera var. peruviana
- Sterculia striata
- Sterculia striatiflora
- Sterculia subnobilis
- Sterculia subpeltata
- Sterculia subracemosa
- Sterculia subviolacea
- Sterculia sumatrensis
- Sterculia surinamensis
- Sterculia tannaensis
- Sterculia tantraensis
- Sterculia taria
- Sterculia tessmannii
- Sterculia thompsonii
- Sterculia thwaitesii
- Sterculia tiliacea
- Sterculia tomentosa
- Sterculia tonkinensis
- Sterculia tragacantha
- Sterculia tragacanthoides
- Sterculia translucens
- Sterculia treubii
- Sterculia trichopetiolata
- Sterculia trichosiphon - chai lá rộng
- Sterculia triloba
- Sterculia triphaca
- Sterculia tuberculata
- Sterculia tubulata
- Sterculia urceolata
- Sterculia urens - gulu
  - Sterculia urens var. thorelii[2] - bảy thưa Thorel
- Sterculia urophylla
- Sterculia venezuelensis
- Sterculia versicolor
- Sterculia verticillata
- Sterculia villifera
- Sterculia villosa
- Sterculia viridiflora
- Sterculia viscidula
- Sterculia vitiensis
- Sterculia vitifolia
- Sterculia wallichii
- Sterculia wigmanii
- Sterculia xolocotzii
- Sterculia yatesi
- Sterculia yuanjiangensis
- Sterculia yunnanensis
- Sterculia zastrowiana
- Sterculia zeylanica
- Sterculia zippelii

## Hình ảnh

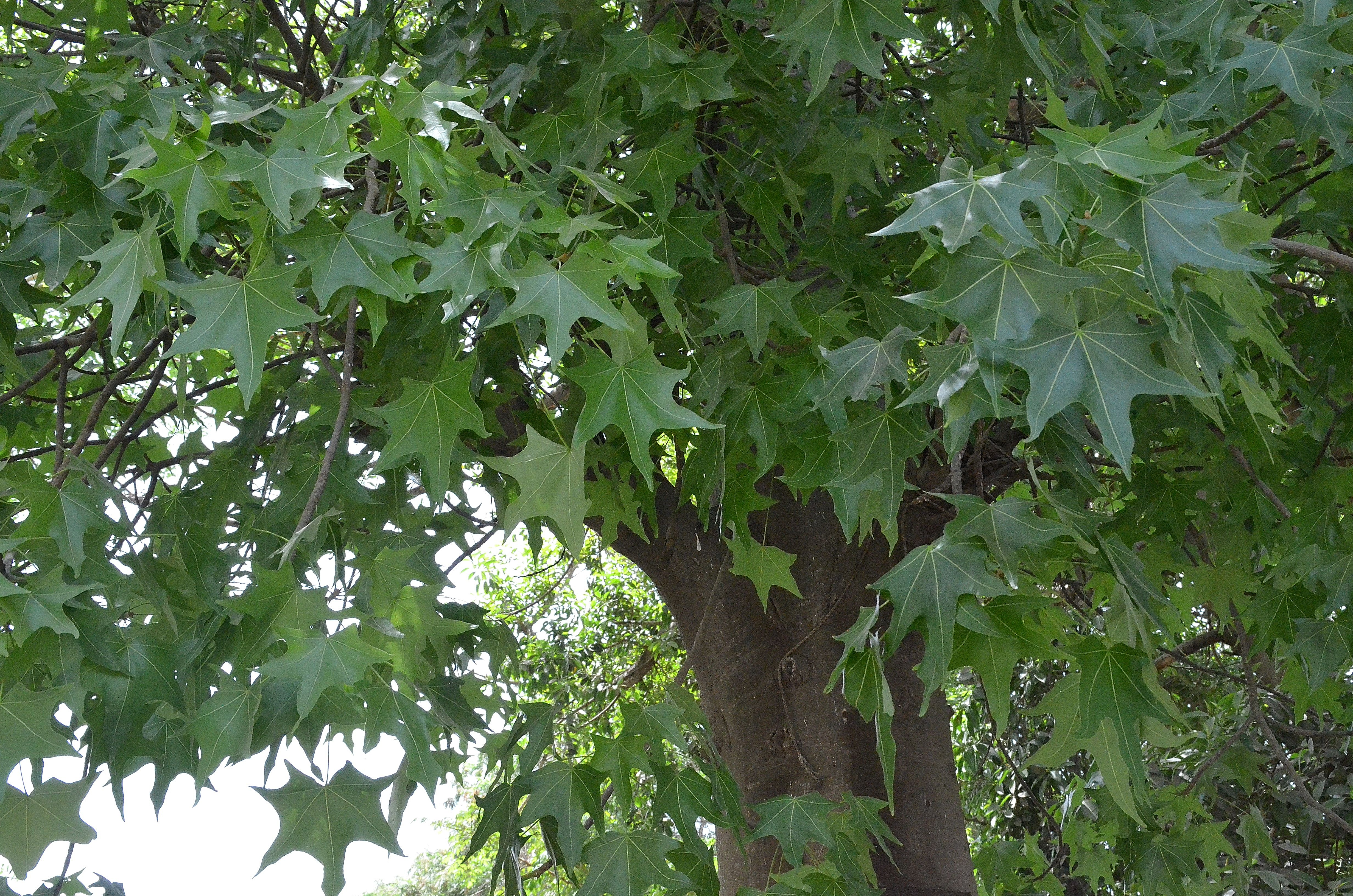
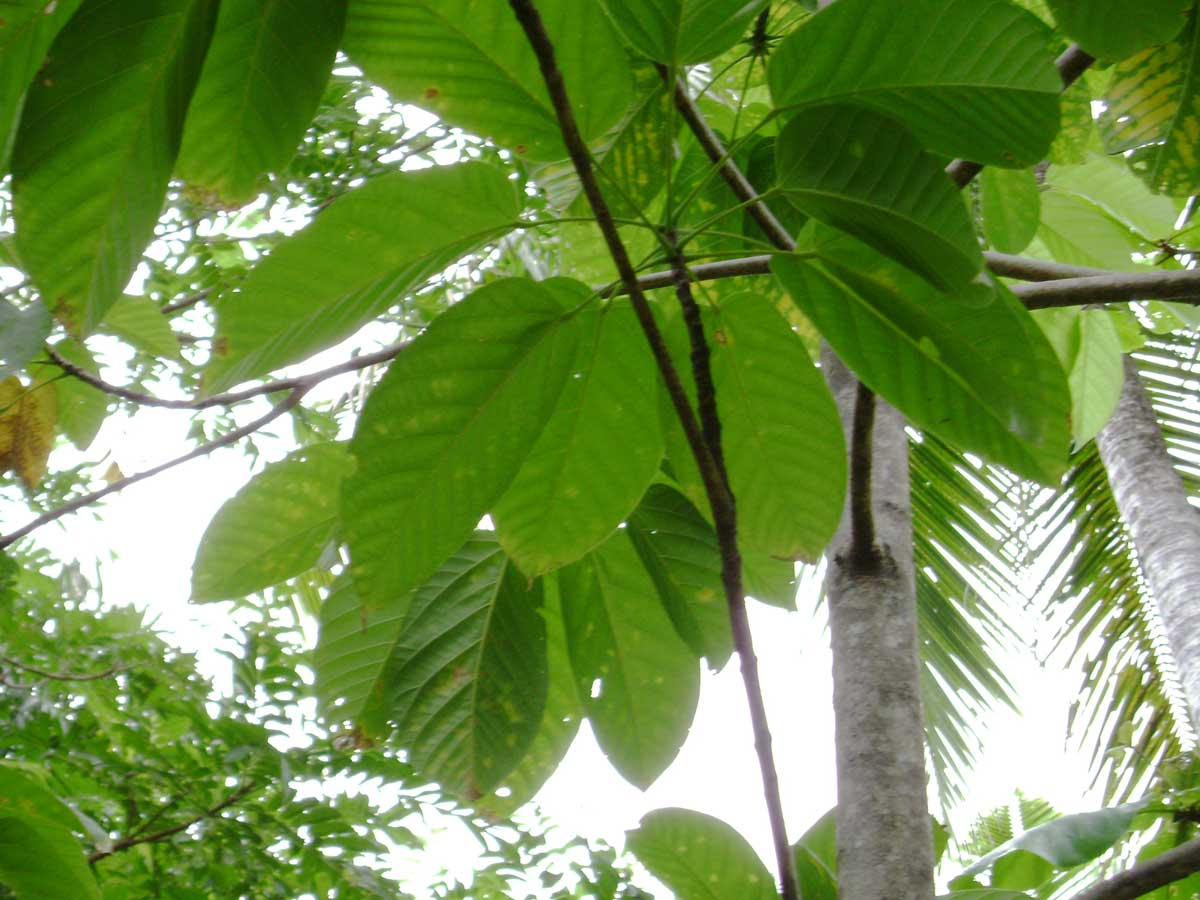